# Pelidnota ohausi
Pelidnota ohausi är en skalbaggsart som beskrevs av Frey 1976. Pelidnota ohausi ingår i släktet Pelidnota och familjen Rutelidae. Inga underarter finns listade i Catalogue of Life.